# フォスター電機

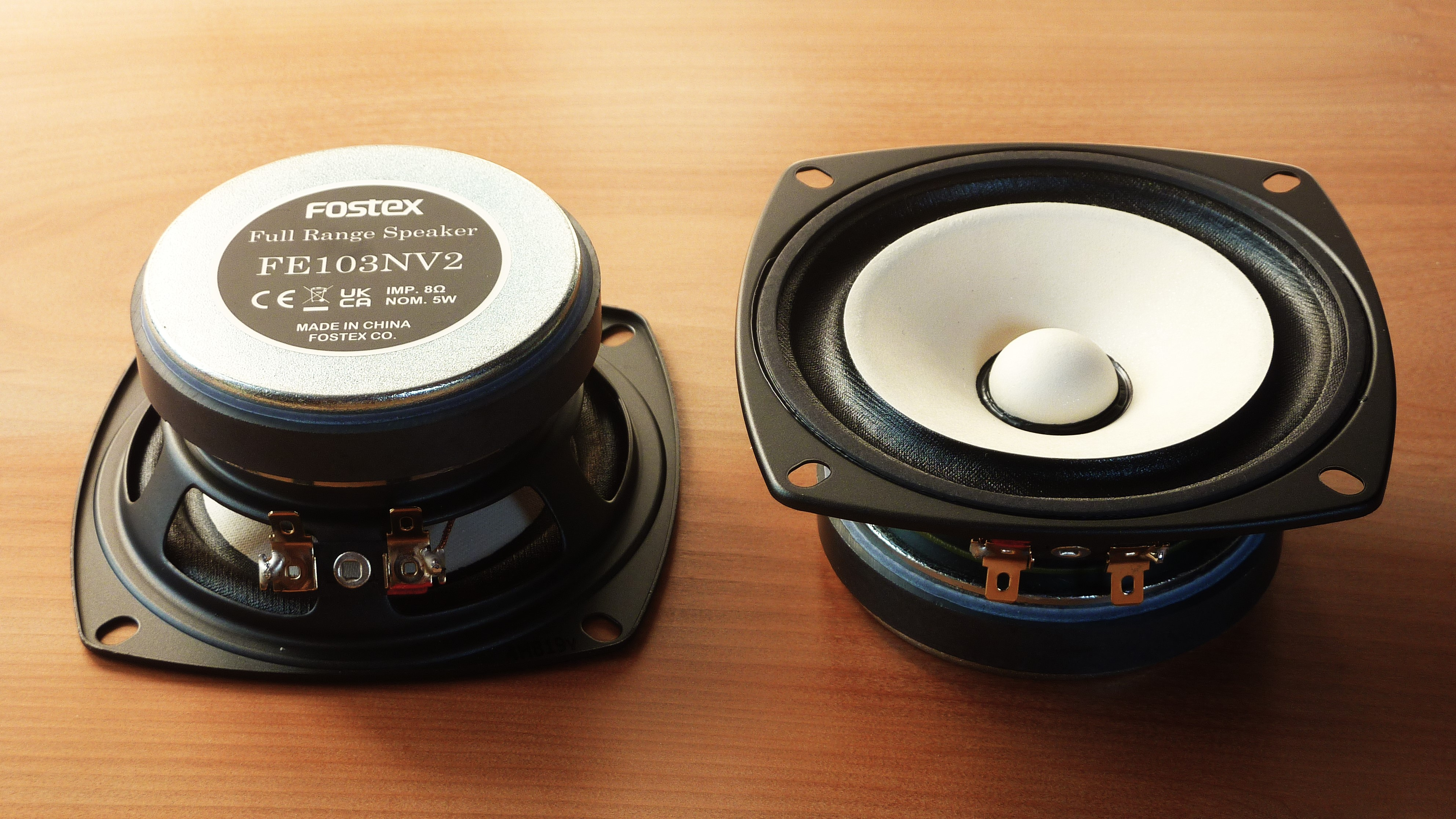
1964年から販売されているFEシリーズ（フルレンジスピーカーユニット）

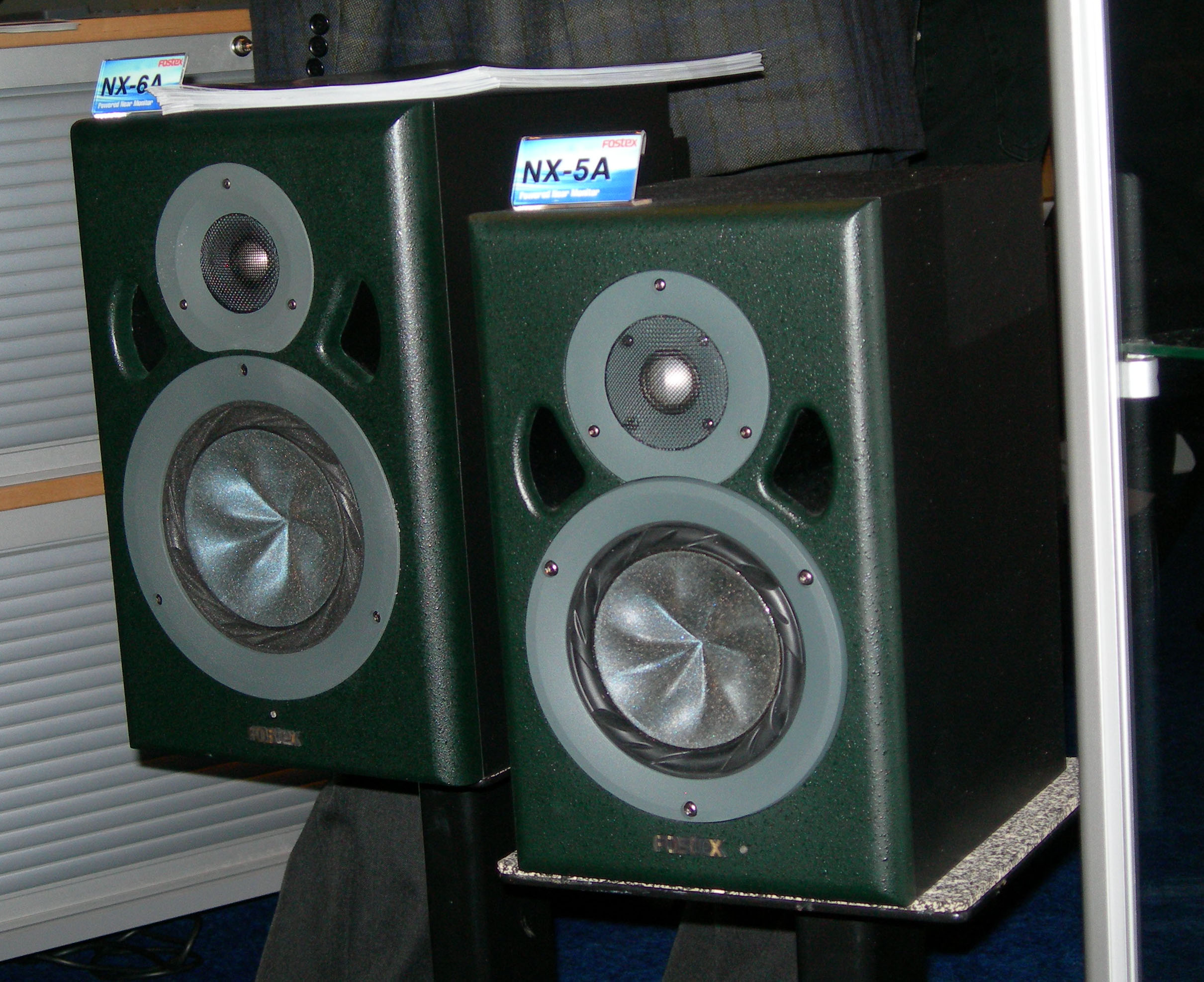
Fostex NX-6A and NX-5A nearfield active monitors

フォスター電機株式会社（フォスターでんき、Foster Electric Company, Limited）は、日本の各種音響機器メーカー。もっぱらOEM受託を主力とするが、自社ブランドのFostex（フォステクス）による市販商品もある。

## 概要
現在では、下記の通りスピーカーやヘッドホンのOEM供給などを行っている。
- ゼンハイザー、ソニー、ヤマハ、デノン、ノキア、Beats へスピーカーやヘッドホンを供給。
- Appleの携帯音楽プレーヤーiPodや携帯電話iPhoneなどのヘッドホンを供給。
- 東芝レグザCELL REGZA 55X1用のスピーカーの共同開発と採用。
- 車載スピーカーで世界シェア10%を有し、クラリオン、三菱自動車、ホンダ、GM、フォード、メルセデス・ベンツなどに供給。
- 自社ブランド Fostex より KOTORI ブランドでカスタマイズできるヘッドホンを販売。

なお、1959年当時の概要は以下のとおり。
- 商標：フオスター
- 社名：信濃音響株式会社
- 住所：本社 東京都中野区新井町 658
- 営業品目 トラ用SP、一般SP、HiFiSP

（1959年電波科学 付録パーツガイド 日本放送出版協会 住所禄より）

## 沿革
- 1949年6月 - 西村茂廣と篠原弘明が東京都渋谷区に信濃音響研究所を設立し、スピーカーの製造を開始したのが始まり。創業者の篠原弘明はその後1966年から1994年まで長く社長を務める。
- 1953年5月 - 株式会社に改組し、商号を信濃音響株式会社に変更。「フォスター」を商標登録した。
- 1959年5月 - フォスター電機株式会社へと改称。
- 1960年 - ソニー躍進のきっかけとなったポータブルトランジスターラジオTR-55にスピーカー部品を提供。
- 1962年2月 - 株式会社フォスター研究所を吸収合併。
- 1962年5月 - 東証の第二部に上場。
- 1964年 - 10cmフルレンジスピーカーユニット「FE103」発売[1]。
- 1965年2月 - 香港にフォスターエレクトリックCo.,（ホンコン）Ltd.を設立。
- 1969年2月 - 台湾の高雄市に豊達電機台湾股份有限公司を設立。
- 1972年7月 - フォスターエレクトリック（シンガポール）Pte.Ltd.を設立。
- 1972年10月 - フォスターエレクトリック（ユー.エス.エー.）Inc.を設立。
- 1973年6月 - フォステクス株式会社を設立。
- 1973年10月 - ドイツのハンブルクにフォスターエレクトリック（ヨーロッパ）GmbHを設立。
- 1986年5月 - フォスターエレクトリック（ユー.エス.エー.）Inc.の100%出資により、アコースティックオーソリティーInc.を設立。
- 1986年11月 - 株式会社トネゲンを吸収合併。
- 1987年 - アメリカ合衆国でスピーカーの製造を開始。
- 1991年3月 - シンガポールにフォスターエレクトリック（シンガポール）Pte.Ltd.の100%出資により、インドネシアのバタムにピー.ティー.フォスターエレクトリックインドネシアを設立。
- 1993年5月 - フォスターエレクトリック（ユー.エス.エー.）Inc.の100%出資により、メキシコのチワワ州にフォスターエレクトリック（メキシコ）S.A.deC.V.を設立。
- 1995年9月 - カルバーエレクトロニックセールスInc.を完全子会社化。
- 1996年9月 - フォスターノースアメリカInc.を設立。
- 1996年10月 - カルバーエレクトロニックセールスInc.、アコースティックオーソリティーInc.、フォスターエレクトリック（ユー.エス.エー.）Inc.の3社を合併。フォスターエレクトリック（ユー.エス.エー.）Inc.を存続会社とする。
- 1999年9月 - 東証第二部より第一部に指定替え。
- 2000年9月 - フォスターエレクトリック（ユー.エス.エー.）Inc.を解散し、フォスターノースアメリカInc.がそれを吸収。その後、フォスターノースアメリカInc.の商号をフォスターエレクトリック（ユー.エス.エー.）Inc.に変更。
- 2001年10月 - 中国の広州市に広州豊達電機有限公司を設立。
- 2003年4月 - 関連会社だったフォステクスを吸収合併。
- 2006年1月 - ベトナムのビンズォンにフォスターエレクトリック（ベトナム）Co.,Ltd.を設立。
- 2006年5月 - 中国の常州市に豊達電機（常州）有限公司を設立。
- 2006年7月 - 韓国慶尚南道のESTecコーポレーションの株式を追加取得し、持分法適用関連会社化。
- 2012年3月 - ミャンマーフォスター設立。
- 2012年11月 - 本社を東京都昭島市つつじが丘に移転。
- 2014年1月 - スター精密株式会社より小型音響部品事業を譲り受け｡
- 2017年10月 - タイのFSK(タイランド)Co., Ltd.の株式を取得し、連結子会社化。

## DIY用スピーカーユニット

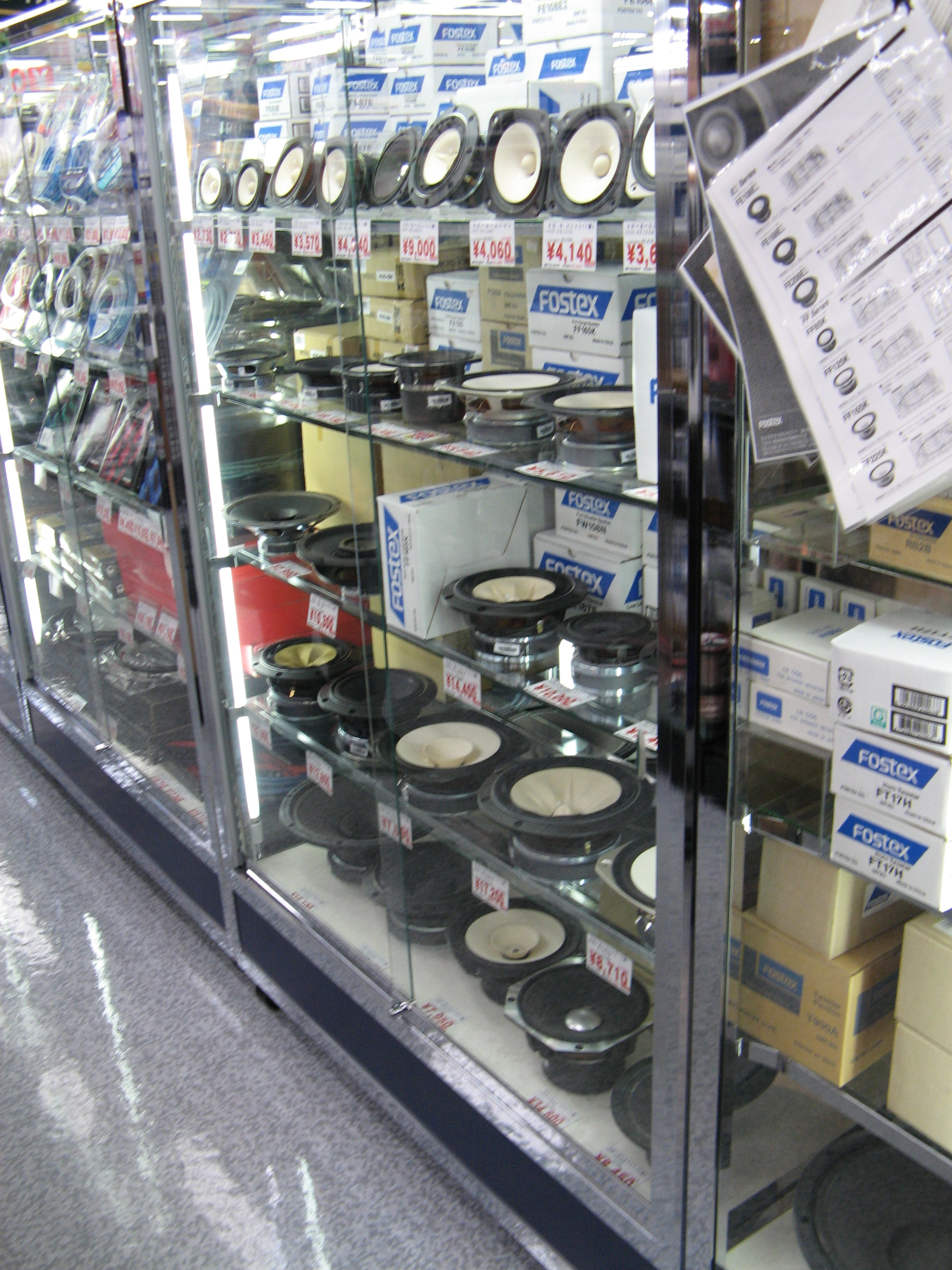
店頭に並ぶフォステクスのスピーカーユニット

フォスター電機は「フォステクス」ブランドで数多くの自作スピーカー用スピーカーユニットを販売している。かつてはコーラル、テクニクス（松下電器、現パナソニック）など他ブランドのDIY用スピーカーユニットも発売されていたが、徐々に撤退し、80年代以降は日本メーカーではほぼフォステクスブランドが独占している。
一方、自作マニア向けの記事の執筆者としては、長岡鉄男が突出した存在であったため、結果的に同社の製品は長岡自身が発表したスピーカー設計図に数多く採用されている。
なお、90年代以降から、DIY用スピーカーユニットとして日本国外メーカーの製品が輸入されるようになっており、この市場でのフォステクスブランドの寡占状態は解消されている。しかしながら、その製品数の多さで、未だにフォステクスブランドのスピーカーユニットが突出している。

## 関連会社
- フォステクス（商標:FOSTEX） - デジタルレコーダー、PC用USB-DAC、スピーカーおよび関連製品。2003年に合併し社内カンパニーのフォステクスカンパニーとなる。
- フォスター電子
- フォスタービジネスサービス
  - フォスター運輸